# 哈爾基夫卡 (蘇梅州)
51°42′21″N 34°14′35″E / 51.70583°N 34.24306°E
哈爾基夫卡（烏克蘭語：Харківка）是位於烏克蘭東北部的村莊，由蘇梅州紹斯特卡區的埃斯曼市鎮負責管轄。該村處於克列文河畔，分別距離庫切里夫卡2.5公里和科馬里夫卡3公里，海拔高度161米，2001年人口56。